# Waalkade (Nijmegen)

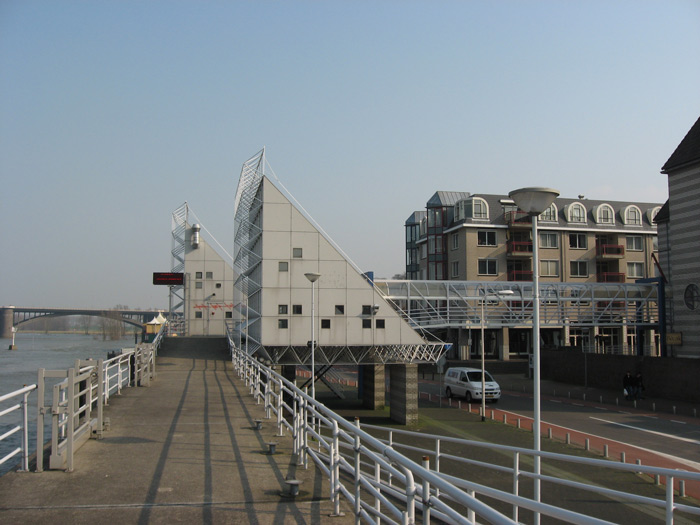
De voormalige Hendrik Heucksteiger

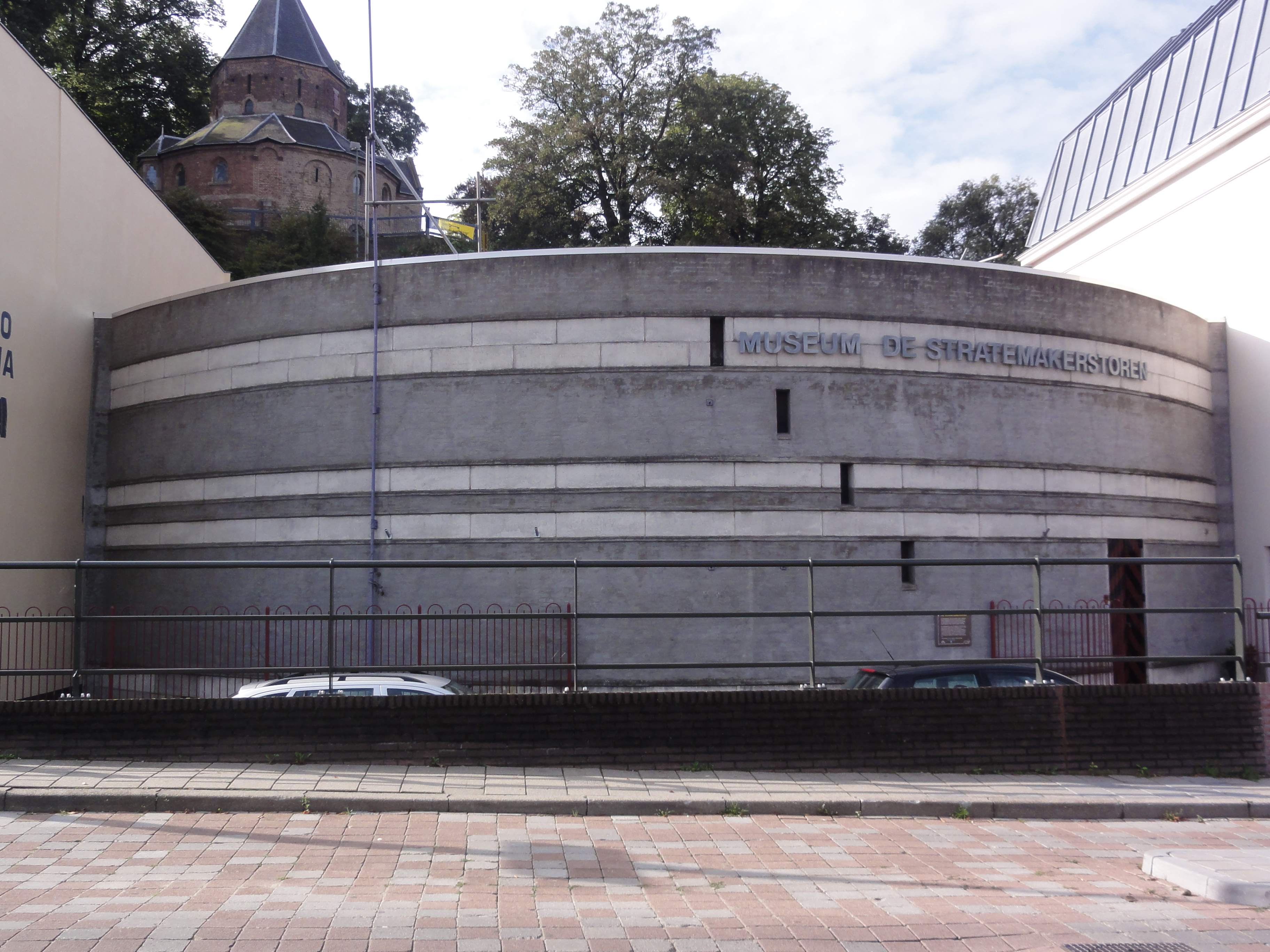
Museum De Bastei, voorheen Stratemakerstoren

De Waalkade is een kade en een straat in de Benedenstad van de Nederlandse stad Nijmegen gelegen aan de rivier de Waal.

## Geschiedenis
De huidige naam wordt sinds ongeveer 1900 gebruikt. Hiervoor werd het gebied 'Aan 't Water', 'Op den Werf' of 'Aan den Waal' genoemd. Het vormde een bedrijvig deel van de oude stad van Nijmegen.
In de 20e eeuw was de kade lang in gebruik voor industrie en scheepvaart. Er waren verschillende fabrieken gevestigd en er was onder andere een elektriciteitscentrale. In de jaren 1980 is het gebied gereconstrueerd tot een kade die vooral een recreatieve functie heeft. De Waalkade ligt tussen de Waalbrug en de Spoorbrug.
In 2013-2014 is het westelijk deel van de kade vernieuwd, waarbij de verzakte stalen damwand tussen de spoorbrug en de Grotestraat is vervangen. De kade zelf werd verhoogd van 11.7 naar 12.3 meter en net als het oostelijk deel voorzien van een wandelstrookje.
In 2018-2019 is een deel van de Waalkade ter hoogte van het Holland Casino en de horeca heringericht en deels autovrij gemaakt. Nieuw zijn een brede stenen (zit)trap en een groot grasveld. In het najaar van 2020 werd hier het beeldhouwwerk 'De Waterwolf' geplaatst met pal ernaast de metershoge 'Aquanaut' van het kunstenaarsduo Space Cowboys.

## Ligging
Onder de Waalbrug ligt een parkeerterrein en achter de kade liggen enkele historische panden waaronder Nationaal Fietsmuseum Velorama en de Stratemakerstoren met daarin Museum De Bastei. Hiervoor ligt de Lindenberghaven. Vanaf de Veerpoorttrappen, die naar het Valkhof lopen, tot aan de Grotestraat, die de Waalkade met het winkelcentrum verbindt, heeft de kade vooral een horecafunctie. Langs de rivier loopt een promenade met daarachter een eenrichtingsweg (met een uitzondering voor lijnbussen) met aan weerszijden een fietspad. Aan de kade is hier ruimte voor horeca- en cruiseschepen. Achter de weg ligt een groot plein dat met name gebruikt wordt voor terrassen en ook met evenementen als de Vierdaagsefeesten. Op de verhoogde kademuur zitten horecabedrijven en een vestiging van Holland Casino. Ook het monumentale Besiendershuis zit hier direct achter de Waalkade. Vanaf de Grotestraat neemt de kademuur een belangrijkere plek in in het stadsbeeld. Tot de rotonde die de kade met de Oude Haven verbindt blijft horeca de belangrijkste functie maar deze zit nu achter de kademuur. Hier stond tot eind 2010 ook de Hendrik Heucksteiger.
Vanaf deze rotonde, die naar de historische binnenstad loopt, heeft de kade een ander karakter en loopt de weg ook in twee richtingen. Er zijn met name parkeerplaatsen en er is ook een groot kunstwerk Het Labyrinth gelegen. Aan de kade liggen met name vrachtschepen en hier is ook de Havendienst gevestigd. Vlak bij de spoorbrug buigt de weg af richting de Lange Hezelstraat en is er een opgang naar de Snelbinder. Bij hoogwater lopen de lager gelegen delen van de kade geregeld onder en wordt een damwand geplaatst tussen de ingangen en op (een deel van) de kademuur.